# Shleuh
De Ichelhiyen, ook wel bekend als Chleuh, zijn een Amazigh volk in het zuidelijke binnenland van Marokko in het Atlasgebergte. Er zijn in Marokko ongeveer 7 miljoen Chleuh. Ze spreken het Tachelhiyt of Chelha een vorm van het klassieke Tamazight.